# A.C. Milan w sezonie 1949/1950

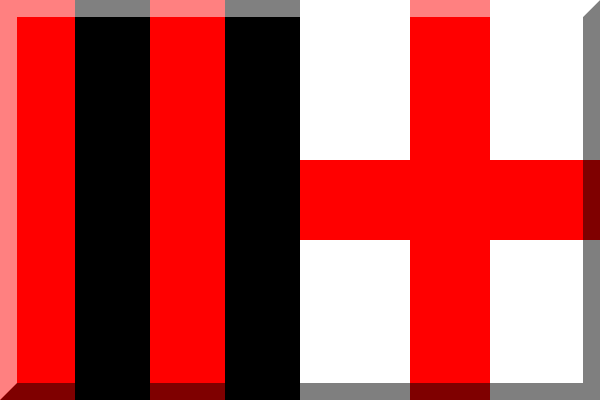
Klubowe barwy Milanu

Osiągnięcia piłkarskiego zespołu A.C. Milan w sezonie 1949/1950.

## Osiągnięcia
- Serie A: 2. miejsce

## Podstawowe dane
- Oficjalna nazwa klubu: Associazione Calcio Milan
- Siedziba klubu: Corso Venezia 36
- Boisko: San Siro; Arena Civica
- Prezes klubu:  Umberto Trabattoni
- Trener zespołu:  Lajos Czeizler[1]
- Kapitan drużyny:  Andrea Bonomi